# 杨宜伦
杨宜伦（？—？），直隶灵寿（今河北灵寿）人，是一名清朝政治人物。
杨宜伦曾于1764年接替张世友任南汇县知县一职，同年由邓培蒋接任。1770年接替程兆选又任该职，同年由邱涟接任。